# مأوى حيوانات

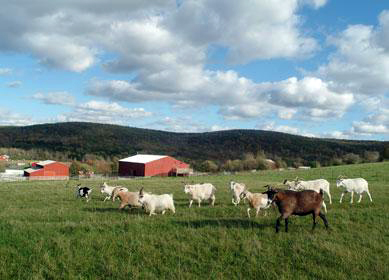
مأوى الحيوانات بشمال ولاية نيويورك الأمريكية

مأوى الحيوانات أو الملاذ أو الملجأ أو الملتجأ أو الحِمى أو الحرم أو المفزع  منشأة تُجلب إليها الحيوانات لكي تحيا بأمان بقية حياتها. يعرّف باتريس جونز، المؤسس المشارك لمأوى فاين، مأوى الحيوانات بأنه «مكان أو علاقة آمنان بما فيه الكفاية ضمن الأخطار المستمرة التي تهدد الجميع». تعتبر المآوي بالإضافة إلى ذلك أرضية انطلاق تجريبية للعلاقات التحويلية بين الإنسان والحيوان. هناك أربعة أنواع من المآوي الحيوانية التي تعكس انتماء الأنواع المقيمة: 1) مآوي الحيوانات الأليفة، 2) مآوي الحياة البرية، 3) مآوي الحيوانات الغريبة، 4) مآوي الحيوانات المستزرعة.
لا تسعى المآوي إلى وضع الحيوانات مع أفراد أو مجموعات على عكس الملاجئ، بل تحافظ على كل حيوان حتى موته الطبيعي (بسبب المرض أو التعرض من قبل الحيوانات الأخرى في المأوى)، لكنها تقدم خدمات إعادة الإسكان. قد تمتلك المؤسسة خصائص كل من الملجأ والمأوى، إذ قد تكون بعض الحيوانات على سبيل المثال مقيمةً مؤقتًا حتى يعثر لها على مكان جيد، وقد يكون البعض الآخر مقيمًا دائمًا. تتمثل مهمة المآوي عمومًا في أن تكون ملاذًا آمنًا، حيث تتلقى الحيوانات أفضل رعاية يمكن أن توفرها هذه المآوي.
لا تباع الحيوانات في المأوى ولا يُتاجر بها، ولا تًستخدم في البحوث الحيوانية، كما لا يُتعامل مع أي عضو من أعضاء الحيوانات أو إفرازاتها كسلع، مثل البيض أو الصوف أو الحليب. تُمنح الحيوانات المقيمة الفرصة للتصرف طبيعيًا قدر الإمكان في بيئة محمية.

## لمحة عامة
ما يميز المأوى عن المؤسسات الأخرى هو فلسفة أن الأولوية للمقيمين. يجري التحقق في المأوى من كل إجراء، بحثًا عن أي أثر لمنفعة بشرية على حساب الحيوانات المقيمين. تتولى المآوي رعاية الحيوانات، ويعمل مقدمو الرعاية بمفهوم أن جميع المقيمين من البشر والحيوانات في المحمية، بنفس الأهمية.
تكون معظم المآوى غير مفتوحة للجمهور كحديقة الحيوانات، إذ لا تسمح بنفاذ العامّة دون مرافقة إلى المرفق. يتجنب المأوى القانوني أي نشاط من شأنه أن يضع الحيوانات في موقف متعب للغاية. تكون معظم المآوى غير ممولة من الحكومة وغير ربحية عادةً. تقبل المآوي المساعدات العامة التطوعية، وكذلك التبرعات المالية والتبرعات بالطعام والمواد، ونشر الثقافة، والتبني في بعض الحالات.
يعدّ تثقيف الجمهور من أهم مهام المحميات إضافةً لرعاية الحيوانات. يتمثل الهدف المنشود للعديد من المآوى بتغيير الطريقة التي يفكر بها الإنسان حول الحيوانات غير البشرية والطريقة التي يعاملهم بها.
1. مآوي الحيوانات الأليفة.
2. مآوي الحياة البرية.
3. مآوي الحيوانات الغريبة.
4. مآوي الحيوانات المستزرعة.

## محميات الحيوانات المستزرعة
توفر «محميات الحيوانات المستزرعة» الرعاية والمأوى والدعوة لأنواع الحيوانات المستزرعة مثل الدجاج والأبقار والماعز والأسماك والخيول والخنازير والديوك الرومية والأغنام. يميل تصميم ملاذ المزرعة إلى التشابه مع المزارع التقليدية لكن بوظائف مختلفة.
بدأت حركة المحميات مع جين باور، المؤسس المشارك لمحمية المزرعة، أول محمية زراعية رسمية افتُتحت سنة ١٩٨٦. تشمل المهام اليومية الأوصياء الأساسيين والمتطوعين والزوار في الوقت المناسب. تُنظم يوميًا بواسطة إجراءات روتينية مثل التغذية والرعاية والإجراءات الصحية، والتنظيف والصيانة.
تشمل نقاط الخلاف في الملاذات التدخل البشري في مسائل تعقيم الحيوانات والفصل بين الأنواع. إضافةً إلى ذلك، فإن المؤثرين الفاعلين قد انتقدوا كفاءة قدرة المحميات على الحد من معاناة الحيوانات كما هو مبين في «حساب التعاطف»، وهو مقياس نفعي للدعوة يُطبق الصيغ الرياضية للحد من أكبر قدر من المعاناة في ضوء حياة الفرد.
يقول جون بوكمان من هيئة المقيمين الخيرية للحيوانات: «إنفاق الكثير من الموارد على نتائج الإنقاذ المباشر في أقل قدر من الأموال الموجهة نحو التعليم وتأثير أقل إجمالاً في مساعدة الحيوانات، ويجب على جميع المدافعين النظر في هذا القلق عند اتخاذ القرار بشأن أفضل السبل لمساعدة الحيوانات».

### التعليم
الدور التعليمي هو دور ثانوي للمحميات. الاستثمار في تحويل وجهات نظر الزوار والمتطوعين حول الزراعة الحيوانية هو عنصر رئيسي في تجنيد المحميات سكان الحيوانات المستزرعة «سفراء» لأنواعهم ويؤدون دورًا في جمع التبرعات .

### نماذج المحميات
حددت سو دونالدسون وويل كيمليكا نوعين مختلفين من نماذج المحميات. ويمكن التمييز بين خدمة الإيواء والاحتماء بتحديد نموذج اللجوء والدعوة أو نموذج المجتمع المحلي المتعمد.

### نماذج قائمة اللجوء والدعوة
النماذج القائمة على اللجوء والدعوة هي أكثر النماذج معيارًا. وتوجد هذه الملاذات في المجتمعات الزراعية التقليدية جزئيًا لأسباب منها البنية التحتية المادية والقانونية. من بين سمات هذا النموذج: واجب الرعاية، ودعم ازدهار الأنواع النموذجية، والاعتراف بالفردية، وعدم الاستغلال، وعدم الاستمرارية، والوعي والدعوة. ولقد أطلقت هذه السمة الأخيرة سلسلة من التساؤلات حول فعالية العنصر التعليمي في الملاذات..

### نموذج المجتمع المتعمد
يعالج النموذج المجتمعي المتعمد أوجه القصور في نموذج الملاذ القياسي بواسطة التركيز على بناء الحركة، التي تشمل مجموعة من القضايا المتعلقة بالأنواع مثل تطوير الرعاية البيطرية الحيوانية المستزرعة الموجودة خارج الممارسات القياسية التي تهدف إلى تلبية المصالح الزراعية الحيوانية. وتشمل الخصائص الست لنموذج المجتمع المحلي المتعمد: الانتماء، وغياب العلاقات الهرمية الثابتة، وتقرير المصير، والمواطنة، والوكالة التابعة، والخيارات الخادعة والمساحات المعاد تشكيلها.  
هذه الخصائص تعالج بعض الانتقادات لنموذج اللجوء والدعوة من خلال أسس ممارسات الملاذ في وكالة الحيوان وتوسيع الحدود الجغرافية للمكان الذي قد تعيش فيه الحيوانات. توسيع المناطق الجغرافية التي يُعثر فيها على الحيوانات المستزرعة بمثابة تصحيحية لتشكيل صداقات مع الحيوانات التي يربيها الإنسان. ويمكن العثور على مثال لنموذج الملاذ المتعمد في حركة الملاذات الصغيرة التي بدأتها روزماري وجاستن فان كليك. وتشجع حركة الملاذات الصغيرة سكان المدن على إنقاذ الحيوانات المستزرعة لتوسيع الأنواع التي تعد مصاحبة. وبالمثل، أطلق دارين تشانغ، المؤسس المشارك لمشروع محمية ريفرديل الزراعية، حملة لتحويل مزارع ريفرديل، وهي مزرعة حضرية في تورونتو إلى هيئة مكافحة التعذيب تدعو إلى:  ١) إنقاذ الحيوانات، وملجأها، والدعوة، ٢) الرحمة واللا عنف، ٣) العدالة الإيكولوجية والغذائية والمجتمع الرحيم بين الأنواع.
بالتوسع إلى ما هو أبعد من الدور التقليدي المتمثل في الملاذ الآمن للحيوانات المستزرعة، يمكن أيضا فهم الملاذات بأنها تؤدي أدوارًا سياسية في تحويل الحياة السياسية والمكانية لسكان الحيوانات ومجتمعات الأنواع الأوسع التي تميل إلى الريادة في مستقبل أقل تنوعًا.

## الخدمات المقدمة
تشمل خدمات مآوي الحيوانات، التعقيم والخصي والعناية بالنظافة والصحة البدنية. يقوم الأطباء البيطريون المرخصون بتنفيذ هذه الخدمات أساسًا. يعدّ المدرب المتخصص في تربية الحيوانات من بين المناصب الأخرى التي يمكن أن يشغلها الأشخاص في المآوي، وكذلك هناك متطوعون. يمكن أن ترتبك الحيوانات الجديدة نظرًا لعدم اعتيادهم على العيش مع تعداد كبير من نوعهم، لذلك يمكن احتجازهم لفترة معينة قبل السماح بعرضهم لعامة الناس، ثم يدرس الأطباء البيطريون خلال هذا الوقت العادات السلوكية والغذائية للحيوان الجديد ويحاولون مساعدته في الانتقال السلس إلى بيئة المأوى. بالنسبة لبعض الحيوانات التي تعدّ كائنات اجتماعية مثل الكلاب، فإنها تشعر بالوحدة وتصاب بالاكتئاب في العزلة.
تستوعب مآوي الحيوانات هذه الأنواع من الحيوانات بوضعها في أماكن سكن حيث تكون في مجموعات أو أزواج تناسبها جيدًا. أنشطة التخصيب متاحة أيضًا للحيوانات المقيمة.